# Lehua
Lehua es una pequeña isla, con forma de medialuna a sólo 1,1 km (0,7 millas) al norte de Niʻihau. La isla, deshabitada, ocupa 284 acres (1,15 km²) y es una toba volcánica que forma parte del volcán extinguido de Niʻihau.
La isla de Lehua es una reserva ornitológica, parte de los Hawaii State Seabird Sanctuary. Al ser una reserva, muchas actividades están prohibidas en la isla, pero no así la entrada en la misma. Lehua es el hábitat de al menos 16 especies de aves marinas, además de algunas ratas y conejos foráneos.

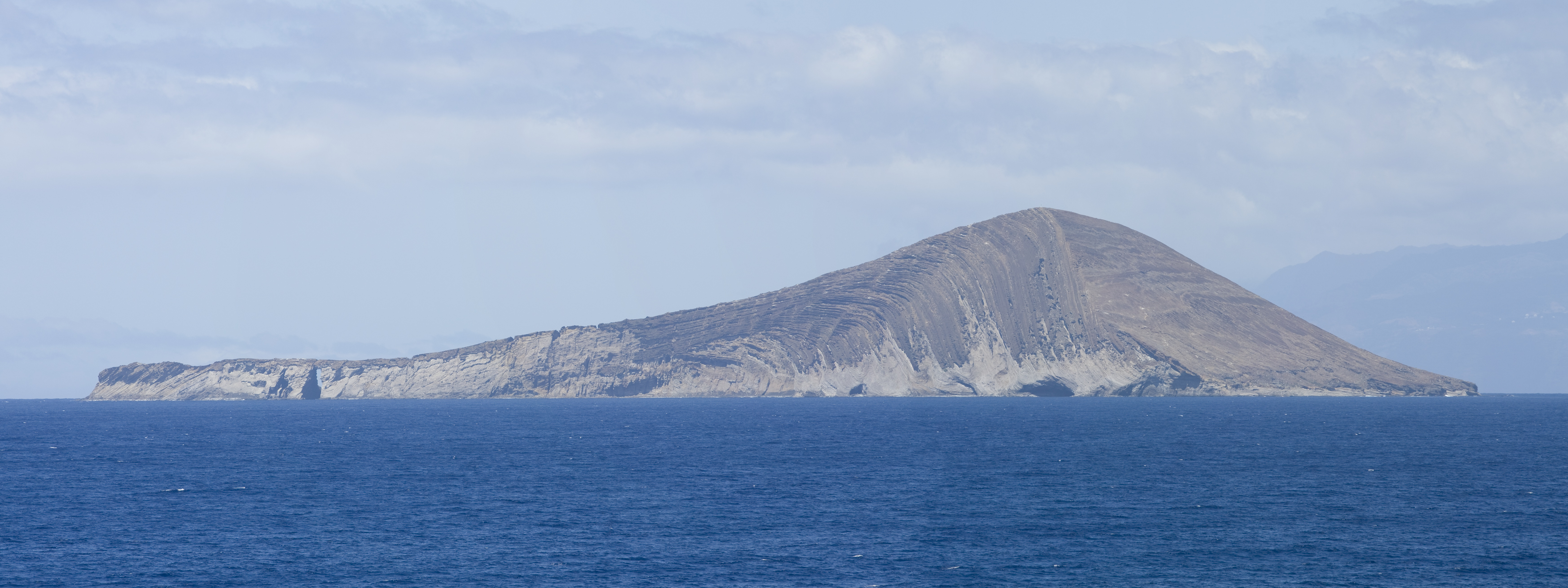
Costa occidental de Lehua (2010)

Cuando el tiempo y el oleaje son favorables, es posible cruzar desde Kauaʻi, Lehua es un destino destacado para la práctica del esnórquel o snorkel y el buceo. También es famosa por una atípica formación geológica conocida como el "ojo de la cerradura" o "the keyhole", en inglés. Se trata de una muesca larga y delgada cortada por un lado, situada en una de las estrechas extremidades de la medialuna que va hasta el otro extremo de la extremidad.
Según el Servicio de Guardacostas de los Estados Unidos, Lehua Rock Light es el punto más alto de la isla, con una altitud de 215 m (704 pies).